# 蝇泥阿地螺
蝇泥阿地螺（学名：Limulatys muscarius）为阿地螺科泥阿地螺属的动物。

## 分佈
分布于红海、马达加斯加、新加坡、菲律宾、日本、托里斯海峡、澳大利亚以及中国大陆的近海、海南等地，属于暖水性种类。其常见于潮间带-潮下带浅水区细砂质底。

## 外部連結
- 維基物種上的相關：蝇泥阿地螺